# Michelle Williams (actriță)
Michelle Ingrid Williams (n. 9 septembrie 1980) este o actriță americană. A debutat în 1994 cu filmul Lassie. Pentru rolul soției lui Ennis Del Mar din Brokeback Mountain a fost nominalizată la Globul de Aur pentru cea mai bună actriță în rol secundar, BAFTA, Premiu SAG și Oscar. A câștigat un Glob de Aur pentru interpretarea lui Marilyn Monroe din O săptămână cu Marilyn (2011), rol pentru care a fost nominalizată și la BAFTA, SAG și Oscar.

## Filmografie
| An   | Titlu                         | Rol                | Note                            |
| ---- | ----------------------------- | ------------------ | ------------------------------- |
| 1994 | Lassie                        | April Porter       |                                 |
| 1995 | Timemaster                    | Annie              |                                 |
| 1995 | Species                       | Young Sil          |                                 |
| 1997 | A Thousand Acres              | Pammy              |                                 |
| 1998 | Halloween H20: 20 Years Later | Molly Cartwell     |                                 |
| 1999 | Dick                          | Arlene Lorenzo     |                                 |
| 1999 | But I'm a Cheerleader         | Kimberly           |                                 |
| 2001 | Me Without You                | Holly              |                                 |
| 2001 | Prozac Nation                 | Ruby               |                                 |
| 2003 | The United States of Leland   | Julie Pollard      |                                 |
| 2003 | The Station Agent             | Emily              |                                 |
| 2004 | Land of Plenty                | Lana               |                                 |
| 2004 | Imaginary Heroes              | Penny Travis       |                                 |
| 2005 | A Hole in One                 | Anna Watson        |                                 |
| 2005 | The Baxter                    | Cecil Mills        |                                 |
| 2005 | Brokeback Mountain            | Alma Beers del Mar |                                 |
| 2006 | The Hawk Is Dying             | Betty              |                                 |
| 2006 | The Hottest State             | Samantha           |                                 |
| 2007 | I'm Not There                 | Coco Rivington     |                                 |
| 2008 | Deception                     | S                  |                                 |
| 2008 | Incendiary                    | Young Mother       |                                 |
| 2008 | Synecdoche, New York          | Claire             |                                 |
| 2008 | Wendy and Lucy                | Wendy Carrol       |                                 |
| 2009 | Mammoth                       | Ellen Vidales      |                                 |
| 2010 | Blue Valentine                | Cindy Heller       | De asemenea producător executiv |
| 2010 | Shutter Island                | Dolores Chanal     |                                 |
| 2011 | Meek's Cutoff                 | Emily Tetherow     |                                 |
| 2011 | My Week with Marilyn          | Marilyn Monroe     |                                 |
| 2012 | Take This Waltz               | Margot             |                                 |
| 2013 | Oz the Great and Powerful     | Annie / Glinda     |                                 |
| 2015 | Suite Française               | Lucille Angellier  |                                 |
| 2016 | Manchester by the Sea         | Randi              |                                 |
| 2016 | Certain Women                 | Gina Lewis         |                                 |